# Утринно водно конче
Trithemis aurora е вид насекомо от семейство Libellulidae.

## Разпространение
Видът е разпространен в Бангладеш, Бруней, Виетнам, Източен Тимор, Индия (Андамански острови, Андхра Прадеш, Аруначал Прадеш, Асам, Бихар, Гоа, Гуджарат, Дадра и Нагар Хавели, Даман и Диу, Дарджилинг, Делхи, Джаму и Кашмир, Джаркханд, Диу, Западна Бенгалия, Карайкал, Карнатака, Керала, Мадхя Прадеш, Манипур, Махаращра, Махе, Мегхалая, Мизорам, Никобарски острови, Ориса, Пенджаб, Пондичери, Раджастан, Сиким, Тамил Наду, Трипура, Утар Прадеш, Утаракханд, Харяна, Химачал Прадеш, Чандигарх и Чхатисгарх), Индонезия (Бали, Калимантан, Малки Зондски острови, Сулавеси, Суматра и Ява), Камбоджа, Китай (Гуандун, Гуанси, Съчуан, Фудзиен и Хайнан), Лаос, Малайзия (Западна Малайзия, Сабах и Саравак), Мианмар, Непал, Пакистан, Провинции в КНР, Сингапур, Тайван, Тайланд, Филипини, Хонконг, Шри Ланка и Япония.